# Watersalamanders
Watersalamanders (Triturus) zijn een geslacht van salamanders uit de familie echte salamanders (Salamandridae). De groep werd voor het eerst wetenschappelijk beschreven door Constantine Samuel Rafinesque-Schmaltz in 1815.

## Kenmerken
Deze dieren hebben een lange en sterk afgeplatte staart en een uitgerekt, vis-achtig lichaam.

## Leefwijze
De salamanders zijn typische amfibieën; in de lente en deel van de zomer bevinden ze zich in het water, de rest van het jaar kruipen ze over het land en zien ze er anders uit; kleiner, donkerder, een ruwe huid en geen zichtbare rugkam.

## Verspreiding en leefgebied
Het geslacht Triturus omvat de bekende Europese salamandersoorten; Ze worden ook wel echte watersalamanders of kamsalamanders genoemd, hoewel onder deze laatste benaming niet T. marmoratus en T. pygmaeus vallen. Alle soorten komen voor in grote delen van Europa.

## Taxonomie
Er zijn tegenwoordig negen soorten, inclusief de pas in 2016 wetenschappelijk beschreven soort Triturus anatolicus. Vijf soorten zijn ondergebracht in het geslacht Lissotriton, waaronder de bekende kleine watersalamander (L. vulgaris) maar deze wijziging is in de (niet recente) literatuur nog niet aangepast. De bandsalamander behoorde tot recentelijk ook tot dit geslacht, maar deze soort werd in 2004 bij het geslacht Ommatotriton ingedeeld.

### Soorten
Geslacht Triturus
- Soort Triturus anatolicus
- Soort Triturus carnifex – Italiaanse kamsalamander
- Soort Triturus cristatus – Kamsalamander
- Soort Triturus dobrogicus – Donaukamsalamander
- Soort Triturus ivanbureschi – Bulgaarse kamsalamander
- Soort Triturus karelinii – Balkankamsalamander
- Soort Triturus macedonicus – Macedonische kamsalamander
- Soort Triturus marmoratus – Marmersalamander
- Soort Triturus pygmaeus – Dwergmarmersalamander